# Leyland P76
Leyland P76 är en personbil, tillverkad av British Leylands australiensiska dotterbolag mellan 1973 och 1976.

## Bakgrund
British Motor Corporation hade tillverkat och sålt många bilar i Australien under femtio- och sextiotalet, men när Austin 1800 presenterades rasade försäljningen. Den stora framhjulsdrivna bilen var alltför okonventionell i många australiensares ögon. British Leyland försökte anpassa bilen till den lokala smaken med den vidareutvecklade Austin Kimberley, som hade en konventionell sedan-kaross och sexcylindrig motor. Men australiensarna föredrog bakhjulsdrivna bilar som Ford Falcon och Holden Kingswood, så därför beslutade BL att utveckla en sådan.

## Produktion
Den nya bilen utvecklades på plats i Australien, men den uppvisar många tekniska likheter med Rover SD1, såsom McPherson fjäderben fram, stel bakaxel och Buicks V8-motor i aluminium. Den gammalmodiga treväxlade växellådan var dock en australiensisk specialitet.
Tillverkningen startade i mitten av 1973, men försäljningen blev en besvikelse. I slutet av 1974 tvingades British Leyland att stänga sin fabrik i Australien, på grund av företagets usla ekonomi, men tillverkningen fortsatte på Nya Zeeland fram till 1976.

## Motor
Leyland P76 fanns med två motoralternativ:
Den sexcylindriga motorn var en större version av företrädaren Austin Kimberleys E6-motor och användes även i de lokalt producerade Leyland Marina-bilarna.
V8-motorn var en förstorad version av aluminium-motorn från Rover 3500. En motor med samma dimensioner användes under nittiotalet i Range Rover.
| Modell | Motor               | Cylindervolym | Effekt | Bränslesystem    |
| ------ | ------------------- | ------------- | ------ | ---------------- |
|        | 6-cyl radmotor SOHC | 2622 cm³      | 123 hk | Dubbla förgasare |
|        | 8-cyl V-motor ohv   | 4416 cm³      | 192 hk | Dubbla förgasare |